# Liste der Kulturdenkmale in Wilmsdorf
Die Liste der Kulturdenkmale in Wilmsdorf enthält die in der amtlichen Denkmalliste des Landesamtes für Denkmalpflege Sachsen ausgewiesenen Kulturdenkmale im Bannewitzer Ortsteil Wilmsdorf. Die Anmerkungen sind zu beachten.
Diese Liste ist eine Teilliste der Liste der Kulturdenkmale im Landkreis Sächsische Schweiz-Osterzgebirge. 

Diese Liste ist eine Teilliste der Liste der Kulturdenkmale in Sachsen.

## Legende
- Bild: Bild des Kulturdenkmals, ggf. zusätzlich mit einem Link zu weiteren Fotos des Kulturdenkmals im Medienarchiv Wikimedia Commons. Wenn man auf das Kamerasymbol klickt, können Fotos zu Kulturdenkmalen aus dieser Liste hochgeladen werden:
- Bezeichnung: Denkmalgeschützte Objekte und ggf. Bauwerksname des Kulturdenkmals
- Lage: Straßenname und Hausnummer oder Flurstücknummer des Kulturdenkmals. Die Grundsortierung der Liste erfolgt nach dieser Adresse. Der Link (Karte) führt zu verschiedenen Kartendiensten mit der Position des Kulturdenkmals. Fehlt dieser Link, wurden die Koordinaten noch nicht eingetragen. Sind diese bekannt, können sie über ein Tool mit einer Kartenansicht einfach nachgetragen werden. In dieser Kartenansicht sind Kulturdenkmale ohne Koordinaten mit einem roten bzw. orangen Marker dargestellt und können durch Verschieben auf die richtige Position in der Karte mit Koordinaten versehen werden. Kulturdenkmale ohne Bild sind an einem blauen bzw. roten Marker erkennbar.
- Datierung: Baubeginn, Fertigstellung, Datum der Erstnennung oder grobe zeitliche Einordnung entsprechend des Eintrags in der sächsischen Denkmaldatenbank
- Beschreibung: Kurzcharakteristik des Kulturdenkmals entsprechend des Eintrags in der sächsischen Denkmaldatenbank, ggf. ergänzt durch die dort nur selten veröffentlichten Erfassungstexte oder zusätzliche Informationen
- ID: Vom Landesamt für Denkmalpflege Sachsen vergebene, das Kulturdenkmal eindeutig identifizierende Objekt-Nummer. Der Link führt zum PDF-Denkmaldokument des Landesamtes für Denkmalpflege Sachsen. Bei ehemaligen Kulturdenkmalen können die Objektnummern unbekannt sein und deshalb fehlen bzw. die Links von aus der Datenbank entfernten Objektnummern ins Leere führen. Ein ggf. vorhandenes Icon  führt zu den Angaben des Kulturdenkmals bei Wikidata.

## Liste der Kulturdenkmale
| Bild           | Bezeichnung | Lage                                   | Datierung | Beschreibung | ID       |
| -------------- | --- | -------------------------------------- | --------- | --- | -------- |
|                | Wohnstallhaus (über Hakengrundriss), Seitengebäude und Scheune sowie Hofmauer mit Pforte und Torpfeilern eines Bauernhofes | Ferdinand-von-Schill-Straße 2 (Karte)  |           | Wohnstallhaus (über Hakengrundriss), Seitengebäude und Scheune sowie Hofmauer mit Pforte und Torpfeilern eines Bauernhofes | 08963169 |
| Weitere Bilder | Wohnhaus (mit Gedenktafel), Toranlage (mit Pforte und Torpfeilern), dazu Taubenhaus im Hof, ehemals wohl Vorwerk           | Ferdinand-von-Schill-Straße 4 (Karte)  |           | Wohnhaus (mit Gedenktafel), Toranlage (mit Pforte und Torpfeilern), dazu Taubenhaus im Hof, ehemals wohl Vorwerk           | 08963170 |
| Weitere Bilder | Denkmal für Ferdinand von Schill                                                                                           | (Karte)                                |           | Denkmal für Ferdinand von Schill                                                                                           | 08963171 |
| Weitere Bilder | Pforte in der Hofmauer eines Bauernhofes                                                                                   | Ferdinand-von-Schill-Straße 34 (Karte) |           | Pforte in der Hofmauer eines Bauernhofes                                                                                   | 08963173 |
| Weitere Bilder | Zwei Seitengebäude eines Vierseithofes                                                                                     | Ferdinand-von-Schill-Straße 44 (Karte) |           | Zwei Seitengebäude eines Vierseithofes                                                                                     | 08963174 |
|                | Wohnstallhaus eins Bauernhofes                                                                                             | Ferdinand-von-Schill-Straße 56 (Karte) |           | Wohnstallhaus eins Bauernhofes                                                                                             | 08963175 |